# 丁河镇
丁河镇是河南省西峡县下辖的一个镇。因流经该镇的重阳河、陈阳河、长峪沟河等河流在此交汇形成丁字形而得名。丁河镇的奎文村原是明朝县令董为命名的“魁门关”，在抗战期间，路过此地的抗战人士徐盛金取二十八宿中奎星和文曲星之意改名为“奎文”。

## 行政区划
桥头溪乡下辖以下地区：
东岗村、简村、茶峪村、上店村、石门村、木寨村、奎文村、大沟村、宣沟村、丰山村、庄口村、北峪村、邪地村、丁河村、瓦房村、大林沟村、蒲塘村、秋树沟村、蝎子坪村、寺山村、马蹄岭村、陈阳村、秧地村、木瓜沟村、黄草坪村、古峪村、德胜村、龙庄村和崇岈村。

## 著名人物
- 庞掌运